# Miopristis
Miopristis is een geslacht van kevers uit de familie bladkevers (Chrysomelidae).
De wetenschappelijke naam van het geslacht werd in 1848 gepubliceerd door Jean Théodore Lacordaire.

## Soorten
- Miopristis aericollis Medvedev & Erber, 2003
- Miopristis bisculpturata Medvedev, 1993
- Miopristis caplandica (Medvedev, 1993)
- Miopristis dimorphus Medvedev, 1993
- Miopristis ditata (Lacordaire, 1848)
- Miopristis foersbergi (Lacordaire, 1848)
- Miopristis labiata (Lacordaire, 1848)
- Miopristis maraisi Medvedev, 1993
- Miopristis minor (Burgeon, 1942)
- Miopristis minuta (Medvedev, 1993)
- Miopristis namaquensis Medvedev, 1993
- Miopristis ornata Medvedev, 1993
- Miopristis pachybrachyoides (Medvedev, 1993)
- Miopristis waltoni (Medvedev, 1993)